# Clermont-de-Beauregard
 Clermont-de-Beauregard  (en occitano Clarmont de Beuregard) es una comuna y población de Francia, en la región de Aquitania, departamento de Dordoña, en el distrito de Bergerac y cantón de Villamblard.
Su población en el censo de 1999 era de 123 habitantes.
Está integrada en la Communauté de communes du Pays de Villamblard .

## Demografía
| 109 | 102 | 112 | 128 | 123 | 123 |
| Para los censos de 1962 a 1999 la población legal corresponde a la población sin duplicidades (Fuente: INSEE [Consultar]) |     |     |     |     |     |